# Stichting Postfilter
Stichting Postfilter is een Nederlandse non-profitorganisatie die sinds 1 oktober 2009 het Nationaal Postregister en het Nationaal Overledenenregister beheert in Nederland. De stichting heeft deze taak sinds 1 oktober 2009 overgenomen van Stichting Infofilter, nu vooral bekend als beheerder van het Bel-me-niet Register.

## Nationaal Postregister
Het Nationaal Postregister dient voor het blokkeren van geadresseerde reclame, zoals brieven of folders van loterijen, energiemaatschappijen, goede doelen en postorderbedrijven. Burgers kunnen via de website of per brief aan Stichting Postfilter doorgeven geen geadresseerde reclame meer op prijs te stellen van een bepaalde sector, bijvoorbeeld uit duurzaamheidsoogmerk of omdat men de reclame storend vindt. Er komt dan een blokkade op het adres van de aanvrager zodat die geen reclamedrukwerk meer ontvangt. De registratie is niet permanent en kan op verzoek worden opgeheven. Bijvoorbeeld als men toch weer post wenst te ontvangen of als er nieuwe bewoners op het adres komen wonen. Standaard is de registratie vijf jaar geldig en moet daarna opnieuw worden aangevraagd. Nederlandse organisaties zijn verplicht om hun adressenbestanden af te stemmen op het Nationaal Postregister.

## Nationaal Overledenenregister
In het geval dat men nog post ontvangt voor een overledene kan men zich ook wenden tot de stichting. Via de website of per post kan worden doorgegeven dat er nog post binnenkomt voor iemand die inmiddels al overleden is. De persoonsgegevens van de overledene worden dan opgenomen in het Nationaal Overledenenregister, waarin ze tien jaar worden bewaard. Nederlandse organisaties die geadresseerd reclamedrukwerk versturen zijn verplicht om hun adressenbestanden af te stemmen op het Nationaal Overledenenregister.

## Initiatiefnemers
Postfilter is opgericht door belangenorganisaties van geadresseerde reclame om zichzelf te reguleren. De initiatiefnemers zijn:
- DDMA
- Goede Doelen Nederland
- KVGO
- Mediafederatie
- PostNL
- Sandd (eind 2019 overgenomen door PostNL)
- Thuiswinkel.org
- VGP